# 天主教瓦里教區 (尼日利亞)
天主教瓦里教區 （拉丁語：Dioecesis Varrensis）是尼日利亞一個羅馬天主教教區，屬貝寧城總教區。
教區成立於1964年3月10日，包括河流州和三角州一部分。2010年有教友260,131人（佔轄區人口7.7%）、五十六個堂區、九十三名司鐸。現任教區主教為若望‧奧凱‧阿法雷哈。